# Tamás Olivér
Tamás Olivér (Aknaszlatina, 2001. április 14. –) magyar–ukrán kettős állampolgárságú labdarúgó, a BVSC-Zugló játékosa, kölcsönben a Nyíregyháza Spartacus-tól.

## Pályafutása

### Klubcsapatokban
2008-ban a Dalnoki Jenő Labdarúgó Akadémián kezdett megismerkedni a labdarúgás alapjaival. 2012 és 2018 között a Ferencváros akadémiáján szerepelt, bár 2017-ben félévet a Dunakeszi csapatában is eltöltött. Itt a megyei bajnokságban a felnőttek között hat alkalommal pályára is lépett. 2018-ban a Videoton akadémiájára igazolt és a 2018–19-es szezonban az edzők szavazatai alapján az U19-es korosztály legjobb labdarúgójának választották meg. A tartalék csapatban is bemutatkozhatott és 2019-ben az első csapattal tartott a nyári edzőtáborba, valamint edzőmérkőzéseken is pályára lépett. 2020. február 19-én mutatkozott be a kupában az Újpest ellen kezdőként és végig a pályán is maradt. A mérkőzést 1–0-ra nyerték meg és gólpasszal járult hozzá csapata továbbjutásához. Június 20-án a bajnokságban is bemutatkozott a Mezőkövesd ellen és a kezdőcsapatban kapott helyet.
2020 augusztusában Halmai Ádámmal a Budaörs klubjához került kölcsönbe, félévre. A Debrecen ellen mutatkozott be új klubjában a másodosztályban. Augusztus 16-án megszerezte első felnőtt gólját felnőtt szinten a Gyirmót ellen, a 80. percben 35 méterről lőtt a kapuba. 2021 január végén ismét kölcsönbe került, ezúttal a Pakshoz a 2020–21-es szezon végéig. Január 31-én mutatkozott be a Zalaegerszeg elleni 4–4-re végződő élvonalbeli bajnoki találkozón. A következő idényt megelőzően a Paks végleg megvásárolta játékjogát a Fehérvártól.

### A válogatottban
2019-ben mutatkozott be az U19-es válogatottban. 2021 márciusában Gera Zoltán szövetségi kapitány nevezte őt a 2021-es U21-es labdarúgó-Európa-bajnokságon szereplő magyar válogatott keretébe. 2021. augusztus 26-án újból meghívót kapott az U21-es válogatott keretébe az őszi Európa-bajnoki selejtezőkre.

## Sikerei, díjai
- A Videoton U19-es korosztályának legjobb játékosa az edzők szavazatai alapján: 2018–19[20]

## További információ
- Tamás Olivér adatlapja az MLSZ honlapján (magyarul)
- Tamás Olivér (magyar nyelven). hlsz.hu
- Olivér Tamás (angol nyelven). transfermarkt.com
- Tamás Olivér adatlapja a Soccerway oldalon (angolul)